# Velîcikivka, Lubnî
Velîcikivka (în ucraineană Величківка) este un sat în comuna Novoorihivka din raionul Lubnî, regiunea Poltava, Ucraina.

## Demografie
Componența lingvistică a localității Velîcikivka
     Ucraineană (100%)
Conform recensământului din 2001, toată populația localității Velîcikivka era vorbitoare de ucraineană (100%).